# Kaliumtitanylphosphat
Kaliumtitanylphosphat (KTP) ist eine ionische Verbindung aus Kalium, Titanoxid und Phosphat, deren Kristalle nicht-lineare optische Eigenschaften besitzen, was sie zusätzlich zu einem recht breiten Transparenzbereich von 350 nm bis 4400 nm für die Optik interessant macht. Es wurde 1890 erstmals von L. Ouvard synthetisiert.

## Eigenschaften
Kaliumtitanylphosphat ist ein farbloser Feststoff, der eine orthorhombische Kristallstruktur mit der Raumgruppe Pna21 (Raumgruppen-Nr. 33) besitzt. Er zersetzt sich ab einer Temperatur von 1150 °C.

## Anwendungen
KTP-Kristalle können für elektrooptische und nichtlinear-optische Anwendungen eingesetzt werden. Eine häufige Anwendung ist die Frequenzverdopplung von Laserlicht durch Platzieren eines KTP-Kristalls innerhalb des Laser-Resonators. Bekanntestes Beispiel ist der grüne DPSS-Laser. Hier wird zunächst mittels eines Nd:YVO4- oder Nd:YAG-Lasers Licht bei einer Wellenlänge von 1064 nm erzeugt, die anschließend durch Frequenzverdopplung in sichtbare grüne Strahlung mit einer Wellenlänge von 532 nm umgewandelt wird. Diese Strahlquellen werden auch als „KTP-Laser“ bezeichnet.
In der Quantenoptik spielt KTP auch zur Erzeugung von korrelierten Photonenpaaren durch parametrische Fluoreszenz eine Rolle.
Laser mit Kaliumtitanylphosphat  werden zum Beispiel auch in der Medizin zur Pigment-Behandlung eingesetzt.